# Norsbol
Norsbol is een plaats in de gemeente Nynäshamn in het landschap Södermanland en de provincie Stockholms län in Zweden. De plaats heeft 111 inwoners (2005) en een oppervlakte van 32 hectare.